# Майлин, Беимбет Жармагамбетович
Беимбет (Бимухамет) Жармагамбетович Майлин (15 ноября 1894 — 26 февраля 1938) — казахский советский писатель, поэт, драматург, один из основоположников казахской советской литературы.

## Биография
Родился в ауле Актобе Дамбарской волости Кустанайского уезда Тургайской области (ныне — район Беимбета Майлина Костанайской области).
Происходит из подрода Қара Қыпшақ рода карабалык племени кыпшак Среднего жуза.
В 1911—1912 годах учился грамоте у аульного муллы в медресе Аргынбая-Хаджи, в 1913 году обучался в школе «Уазифа» в Троицке, в 1913—1915 годах — в медресе Галия в Уфе.
В 1916—1922 годах Беимбет Майлин работал в родном ауле учителем. В 1923—1925 годах являлся сотрудником, редактором Кустанайской губернской газеты «Еңбекші қазақ» («Трудлюбивый казах»). В 1926 году вступил в Компартию. В 1928—1932 годах работал литературным сотрудником, редактором газеты «Қазақ тілі», в 1932—1934 годах — заведующим отделом, редактором газеты «Социалистік Қазақстан», в 1934—1937 годах — редактором газеты «Қазақ әдебиеті» («Казахская литература»).
8 октября 1937 года был арестован по обвинению в статьях 58-2, 58-7, 58-8, 58-11 УК РСФСР. Был приговорён ВК ВС СССР 26.02.1938 к ВМН. Расстрелян. Посмертно реабилитирован 16 апреля 1957 года.

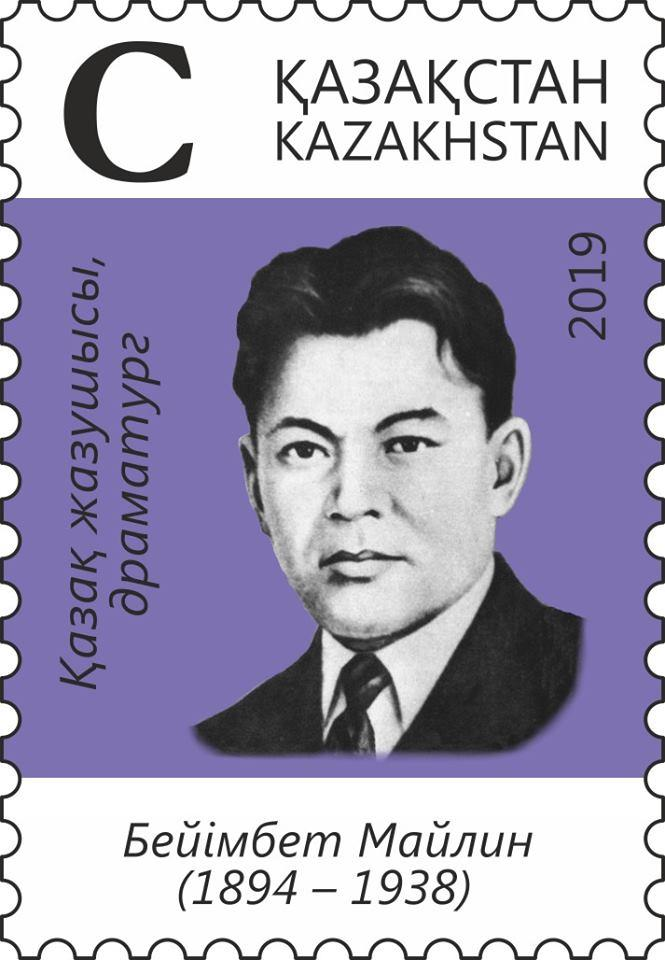
Почтовая марка Казахстана, посвящённая Б. Майлину

## Творчество

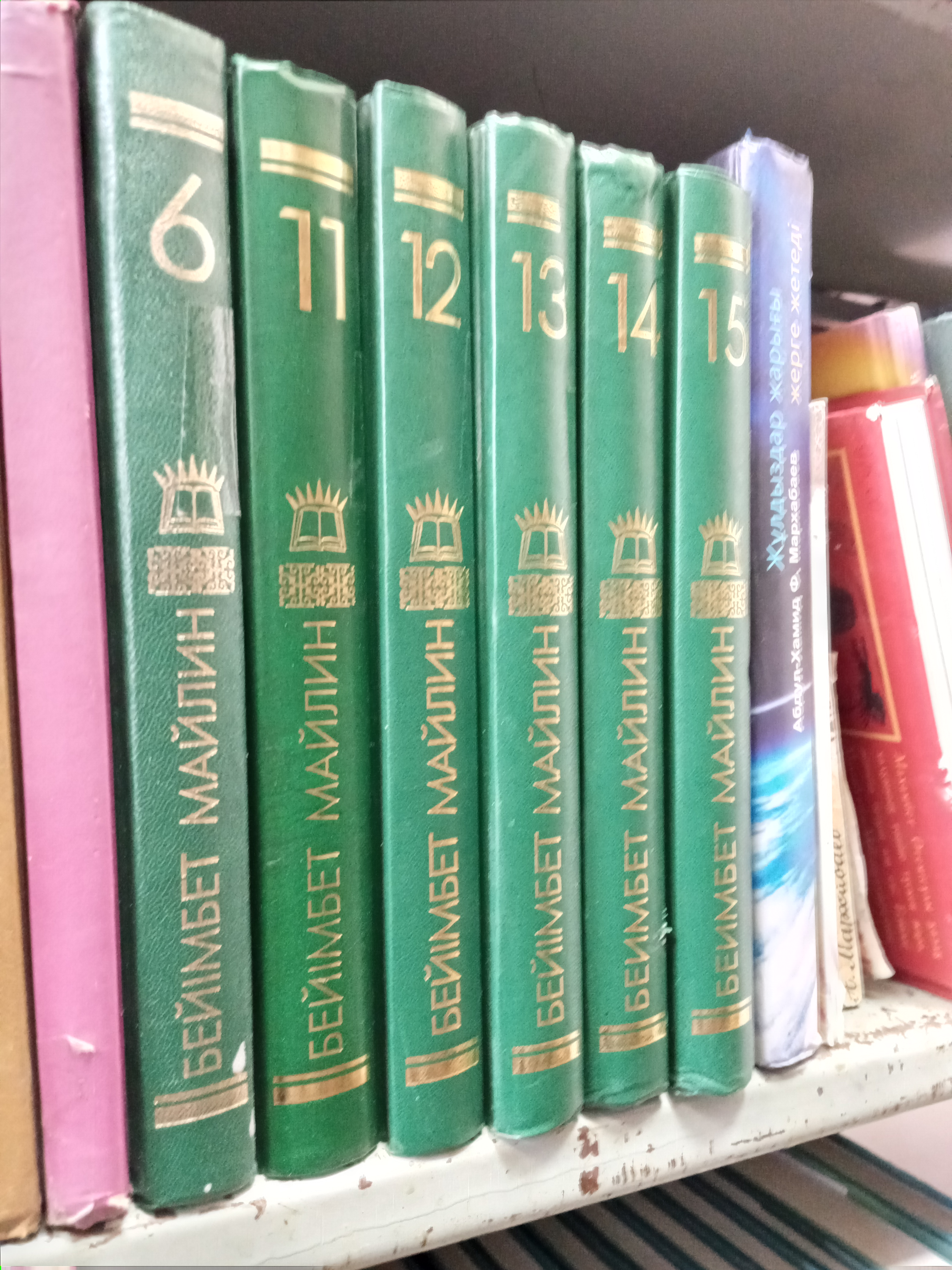
Многотомное собрание сочинений (в 15 томах) на казахском и в русском языке. Некоторые тома. Алматы, издательство Казыгурт, 2004–2014, 2013.

Творческий путь Беимбета Майлина начинался с создания поэтических произведений — первым стихотворением, опубликованным в периодической печати были «Думы» (журнал «Айқап», 1914, № 12). В стихотворениях «Черты мусульманина» (1912), «Нужда» (1913), «Скот» (1914), «Богатство» (1915), «Летний вечер» (1915) Майлин описывал свои раздумья о жизни, несправедливости, тяжёлой доле трудящегося народа.
Событиям национально-освободительного восстания 1916 года посвящено стихотворение «Кровавый туман» (1916). Возлагая надежды на Февральскую революцию, написал стихотворения «В степи» (1917), «Казаху» (1917). Одним из первых казахских писателей отозвался на смерть В. И. Ленина стихотворением «Не рыдай, не плачь» (1924), ему также посвящено стихотворение «Ленин» (1925).
Героем многих стихов, поэм, рассказов Майлина является в прошлом забитый бедняк, ставший строителем новой жизни, например, герой его лирики Мыркымбай в стихотворениях «Мыркымбай» (1922), «Досада бедняка» (1923), «Дай руку, Мыркымбай» (1926), «Эй, Мыркымбай» (1928) и других. Коренные перемены в жизни степи, колхозный аул, коллективизация отражены в стихотворениях «Новая песня аула» (1929), «Песня коллектива» (1930), «День настал» (1930), «Пробуждённая степь» (1930).
Беимбет Майлин является автором более десяти поэм. Первый сборник поэм Майлина был издан в 1936 году под названием «Маржан». Среди написанных поэм: «Байская дочка» (1917), «Девушка Разия» (1919), «Беглянка» (1921), «Маржан» (1923), посвящённые трагической судьбе девушки-казашки в дореволюционном ауле, «Канай» (1928), «Сагындык» (1927), «Сказка старухи» (1927), описывающие Гражданскую войну и установление Советской власти в Казахстане.
Майлин внёс большой вклад и в развитие в Казахстане жанра прозы, особенно рассказа. Первый его рассказ «Быль» был опубликован в журнале «Айқап» (1915, № 10). Среди написанных рассказов: «Восемьдесят рублей» (1918), «Равноправие бедняка» (1923), «Айранбай» (1924), «Буланый иноходец» (1924), «Оправданный труд» (1928), «Рыжая полосатая шуба» (1928), «Письмо Шапая» (1928), «Председатель колхоза Камиля» (1930), «Чёрное ведро» (1930), «Улбосын» (1930), «Мукыш, сын Арыстанбая» (1930) и другие.
Майлин известен также как талантливый очеркист и фельетонист. В сборнике очерков «На стройках гигантов» (1934) он отразил напряжённую жизнь советских людей в годы индустриализации, в сборнике фельетонов "Вырезки" (1924) он боролся с пережитками прошлого в сознании людей.
Наиболее известной из всех его произведений является его первая повесть «Памятник Шуги» ("Шұғаның белгісі"), написанная в 1915 году, переработанная и вышедшая в 1922 году. В ней Майлин реалистично описал судьбу казахской девушки, вынужденной подчиниться обычаям. В дальнейшем в своих повестях Майлин неоднократно возвращался к проблеме равноправия женщины (повести «Коммунистка Раушан» 1923 года, «Берен» 1935 года). В повестях «Рассказ Амиржана» (1932), «Пятнадцать дворов» (1933), «На току» (1933) описана борьба за установление Советской власти в Казахстане, колхозное строительство.
Социалистические изменения показаны также в романе «Азамат Азаматович» (1935), который являлся первой частью задуманной трилогии, в 1935 году роман был переведён на русский язык под названием «Дочь казаха». Другие романы Майлина («Красный флаг», «Соседи», «Схватка») не сохранились, отрывки из них печатались в журнале «Әдебиет майданы» в 1932-1936 годах.
Майлин внёс также большой вклад в разработку и развитие в Казахстане различных жанров драматургии, им были написаны пьесы «Мулла Шаншар» ("Шаншар молда",1916), «Обручение» (1926), «Протокол» (1929), Амангельды (1930, совместно с Г. Мусреповым), «Порядки Талтанбая» (1930), «Фронт» (1933), «Невестка и свекровь» (1934), «Жалбыр» (1935), «Наши джигиты» (1936) и другие.

## Семья
Был женат на Майлиной Кульжамал Мусабаевне (1900—1974). Также была репрессирована в 1938 году. От этого брака родились сыновья Аукен (старший сын), Мереке (средний сын), Едиль (младший сын), дочери Разия и Гульсим.